# さんふらわあDriving Cruise
さんふらわあDriving Cruiseとは、STVラジオで放送されていたラジオ番組である。2006年10月8日放送開始、2007年4月1日放送終了。

## 放送時間
- 毎週日曜日 17:40～17:50

## パーソナリティ
- 西野嘉良子

## タイトル

### 2006年
- 10月8日:さんふらわあさっぽろ乗船記①
- 10月15日:さんふらわあさっぽろ乗船記②
- 10月22日:大洗周辺を楽しむ!
- 10月29日:ひたちなか市の新名所「ニューポートひたちなか ファッションクルーズ」
- 11月5日:さんふらわあさっぽろ乗船記③
- 11月12日:ハワイアンズで気分はフラガール!
- 11月19日:5周年の東京ディズニーシー
- 11月26日:江戸の味覚「深川めし」
- 12月3日:さんふらわあさっぽろ乗船記④
- 12月10日:冬でもできるパークゴルフ!
- 12月17日:話題のキッザニア東京!
- 12月23日:横浜中華街攻略の強い味方!
- 12月31日:月島のもんじゃ焼き

### 2007年
- 1月7日:さんふらわあさっぽろ乗船記⑤
- 1月14日:東京で寄席を楽しむ!
- 1月21日:つくばで近未来を体験!
- 1月28日:秋葉原の新ランドマーク!
- 2月4日:さんふらわあさっぽろ乗船記⑥
- 3月25日:新名所「東京ミッドタウン」誕生

## 提供
- 商船三井フェリー